# アルベルト・グリュンヴェーデル

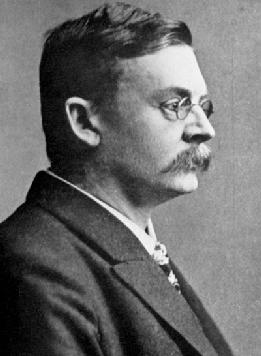

アルベルト・グリュンヴェーデル（Albert Grünwedel、1856年7月31日 - 1935年10月28日）は、ドイツの東洋学者、考古学者。ドイツの探検隊を率い、トゥルファンその他を発掘した。

## 生涯
グリュンヴェーデルはミュンヘンで生まれ、1876年から1879年までミュンヘン大学で古典文献学と考古学を学び、またエルンスト・クーンにサンスクリットとパーリ語を学んだ。
その後、ベルリン民族学博物館に勤務した。1904年に同館のインド部長に就任した。1921年に退職した。その後はバイエルンのバート・テルツで多数の論文を執筆し、1935年にレングリースで死去した。
ドイツは4回にわたって中央アジア（クチャ、トゥルファン、カラシャールなど）の探検を行った（詳細はen:German Turfan expeditionsを参照）。グリュンヴェーデルはこのうち第1回(1902-03)と第3回(1905-07)の探検隊長をつとめた（第2回(1904-05)と第4回(1913-14)はル・コックが隊長）。

## 主要な著作
グリュンヴェーデルはレプチャ語を研究し、メーナリング中将(George Byers Mainwaring, 1825-1893)によるレプチャ語・英語辞典を編集・出版した。
- Dictionary of the Lepcha-Language. Berlin: Unger Brothers. (1898)

『インド仏教美術』では北西インドの仏教美術がギリシア文化の強い影響下に生まれたことを論じた。
- Buddhistische Kunst in Indien. Berlin: B. Spemann. (1900)（「インド仏教美術」）

また、当時のヨーロッパではあまり知られていなかったチベット仏教の仏像や図像を紹介した。
- Mythologie des Buddhismus in Tibet und der Mongolei. Leipzig: F.A. Brockhaus. (1900)（「チベットとモンゴルの仏教神話」）

探検の記録は、外部リンクの東洋文庫所蔵貴重書デジタルアーカイブで閲覧可能。
- Bericht über archäologische Arbeiten in Idikutschari und Umgebung im Winter 1902-1903. München: K. B. Akademie der Wissenschaften. (1906)（第1回探検の記録）
- Altbuddhistische Kultstätten in Chinesisch-Turkistan. Berlin: Georg Reimer. (1912)（「シナ・トルキスタンの古代仏教礼拝所」、第3回探検の記録）
- Alt-Kutscha. Berlin: Otto Elsner. (1920)（「古代クチャ」、キジル石窟の研究書）

その後はチベット仏教を主に研究した。
- bka' babs bdun ldan: Tāranātha's Edelsteinmine, das buch von den Vermittlern der Sieben Inspiratioinen. Petrograd. (1914)（ターラナータ「七口決付法伝」)
- “Die Geschichten der vierundachtzig Zauberer (Mahāsiddhas)”. Baessler-Archiv V (4-5):  19-228. (1916).（八十四成就者伝）